# The Tragically Hip
The Tragically Hip es un grupo de rock canadiense de Kingston, Ontario. Sus miembros son Paul Langlois (guitarra), Rob Baker (guitarra), Gord Sinclair (bajo), Johnny Fay (batería), y vocalista y compositor principal Gord Downie hasta su muerte en 2017. La banda es muy influyente y muy popular en Canadá; en el 2005 fue introducida en el Salón de la fama de la música canadiense.

## Trayectoria
The Tragically Hip — frecuentemente se les conoce como The Hip — se integró en 1983. Tomaron su nombre de una escena en la película Elephant Parts de Michael Nesmith de The Monkees.
En 1987, la agrupación firmó un contrato a largo palzo con la disquera MCA. Más tarde ese mismo año sacaron el EP The Tragically Hip, aunque pasaron desapercibidos para muchos hasta que sacaron su LP Up to Here en 1989, que los colocó como una de las mejores bandas de Canadá. En 1992 crearon el festival Another Roadside Attraction que recorre Canadá promocionando bandas locales.
La agrupación es inmensamente popular en Canadá. Nunca han tenido mucho éxito en los Estados Unidos, pero en realidad nunca lo han perseguido. Su actuación más visible en aquel país fue el 20 de marzo de 1995, cuando aparecieron en el programa Saturday Night Live al lado del también canadiense Dan Aykroyd y con John Goodman como conductor. En 1999, The Hip fueron también una de las bandas presentes en Woodstock '99. La agrupación permite a los fanáticos que graben sus conciertos, por lo que existe una activa comunidad de intercambio de estas grabaciones. El tono y contenido de casi toda su música apela a la experiencia de ser canadiense e incluyen tópicos tales como la vida rural, la geografía y el hockey. 
A pesar de que The Tragically Hip son bastante desconocidos en Estados Unidos, su álbum en vivo Live Between Us, fue grabado en Detroit, Míchigan en 1996. En 1998, la agrupación sacó su séptimo LP, titulado Phantom Power, que contiene los éxitos "Poets", "Bobcaygeon", y "Fireworks". 
El 10 de octubre de 2002, la banda tocó dos canciones, "It's A Good Life If You Don't Weaken", y "Poets", como parte de un espectáculo para la Reina Isabel II del Reino Unido.
En 2004 The Tragically Hip sacó su décimo LP, In Between Evolution. Muchos fanes consideraron que el álbum representaba un regreso a las raíces de su música, después de haber experimentado con nuevos sonidos en Music @ Work (2000) e In Violet Light (2002).
La banda tiene una estrella en el Paseo de la fama canadiense; el 3 de abril de 2005 fueron inducidos al Salón de la fama de la música canadiense en la emisión 2005 de los Premios Juno.
En octubre de 2005 muchas estaciones de radio suspendieron la programación de su canción clásica "New Orleans is Sinking", para evitar ofender a las víctimas del Huracán Katrina, que había devastado la ciudad de Nueva Orleans en septiembre de ese mismo año.
En 2005, la banda sacó un CD y DVD doble, en box set, titulado Hipeponymous. La caja contenía todos sus videos musicales, un cortometraje con música de The Hip titulado "The Right Whale", dos canciones nuevas ("No Threat" y "The New Maybe"), la grabación de un concierto entero, That Night In Toronto, y una colección de grandes éxitos, Yer Favourites (seleccionados en línea por más de 150,000 fanáticos del grupo).
En 2006 The Hip completó una gira mundial y la grabación de un álbum titulado World Container, publicado en octubre de ese mismo año. El primer sencillo del álbum, "In View", alcanzó el lugar #1 en las listas de popularidad de rock en Canadá.

## Miembros
Actuales
- Rob Baker - guitarra
- Johnny Fay - batería
- Paul Langlois - guitarra, voz de acompañamiento (1986-actual)
- Gord Sinclair - bajo

Anteriores
- Gordon Downie - voz, guitarra acústica (1983-2017)
- Davis Manning - saxofón (1983-1986)

## Discografía

### EP
- The Tragically Hip EP (1987)

### LP
- Up to Here (1989)
- Road Apples (1991)
- Fully Completely (1992)
- Day for Night (1994)
- Trouble at the Henhouse (1996)
- Phantom Power (1998)
- Music @ Work (2000)
- In Violet Light (2002)
- In Between Evolution (2004)
- World Container (2006)
- We Are The Same (2009)
- Now for Plan A (2012)
- Man Machine Poem (2016)

### Box Sets
- Hipeponymous, incluye Yer Favourites y That Night In Toronto (2005)